# Madrid CFF
Madrid CFF – hiszpański klub piłki nożnej kobiet, mający siedzibę w stolicy kraju, mieście Madryt. Klub nie jest sekcją piłki nożnej kobiet w Realu Madryt.

## Historia
Chronologia nazw:
- 2010: Madrid CFF

Klub piłkarski Madrid CFF został założony w miejscowości Madryt w 2010 roku. Pierwsze trzy sezony występował w regionalnej lidze Madryt, a w sezonie 2013/14 startował w Segunda División, w której występował przez kolejne 4 sezony, zajmując miejsca od 3 do 1 w swojej grupie. W sezonie 2016/17 drużyna zwyciężyła najpierw w swojej grupie a potem w rundzie play-off w drugiej lidze i zdobyła historyczny awans do Primera División. W debiutowym sezonie na najwyższym poziomie zajął 10.miejsce w lidze.  

## Sukcesy

### Trofea międzynarodowe
Nie uczestniczył w rozgrywkach europejskich (stan na 31-05-2018).

### Trofea krajowe
| \| \| Zdobyte trofea w rozgrywkach Hiszpanii (stan na: 31-05-2018) \| |                                                              |      |                                           |
| Rozgrywki                                                             | Osiągnięcie                                                  | Razy | Sezon(y)                                  |
| Mistrzostwo                                                           | I miejsce                                                    | 0    |                                           |
| Mistrzostwo                                                           | II miejsce                                                   | 0    |                                           |
| Mistrzostwo                                                           | III miejsce                                                  | 0    |                                           |
| Mistrzostwo                                                           | 10.miejsce                                                   | 1    | 2017/18                                   |
| Puchar                                                                | zdobywca                                                     | 0    |                                           |
| Puchar                                                                | finalista                                                    | 0    |                                           |
| II liga                                                               | I miejsce                                                    | 2    | 2014/15 (grupa 5), 2016/17 (gr. finałowa) |
| II liga                                                               | II miejsce                                                   | 1    | 2015/16 (grupa 5)                         |
| II liga                                                               | III miejsce                                                  | 1    | 2013/14 (grupa 5)                         |
| Hiszpania                                                             | Zdobyte trofea w rozgrywkach Hiszpanii (stan na: 31-05-2018) |      |                                           |

- Preferente de Madrid (III poziom):
  - mistrz (1): 2012/13

## Stadion
Klub rozgrywa swoje mecze domowe na stadionie Polideportivo Luis Aragonés w Madrycie, który może pomieścić 1000 widzów. Również czasami gra na stadionie Matapiñoneras (3500 widzów) w San Sebastián de los Reyes w odległości 18 km od centrum Madrytu. 